# Anghiari
Anghiari es un municipio italiano de 5866 habitantes de la provincia de Arezzo, en la región de la Toscana. Está considerado como uno de los pueblos más bellos de Italia.

## Historia
El 29 de junio de 1440 la llanura frente de Anghiari fue el escenario de una famosa batalla, que pasó a la historia con el nombre de Batalla de Anghiari, entre los florentinos aliados de la Santa Sede, una parte, y la otra las huestes de Milán. Pocas fueron las víctimas, pero la victoria fue toscana, teniendo como consecuencia la reducción de las ambiciones territoriales de Lombardía. 
Leonardo da Vinci, a petición del gobierno de Florencia, inició una pintura que representaba la batalla, en el Palazzo Vecchio de Florencia. Lamentablemente, la obra se perdió casi completamente debido en parte al método de trabajo de Leonardo, que pretendía encontrar una nueva fórmula para la pintura al fresco. Sin embargo, conocemos parte del aspecto de la obra debido a dibujos y grabados antiguos; uno de los más conocidos es el que hizo Rubens, que se conserva en el Museo del Louvre de París. 
Durante la Segunda Guerra Mundial los nazis construyeron un campo de concentración de civiles procedentes de la ex Yugoslavia en localidad de Renicci, en la vereda La Motina cerca de Anghiari. Unas 160 de las más de 500 personas internadas en el campamento murieron durante la detención.

## Evolución demográfica
| Gráfica de evolución demográfica de Anghiari entre 1861 y 2001 |
|                                                                |
| Fuente ISTAT - elaboración gráfica de Wikipedia                |

## Puntos de interés

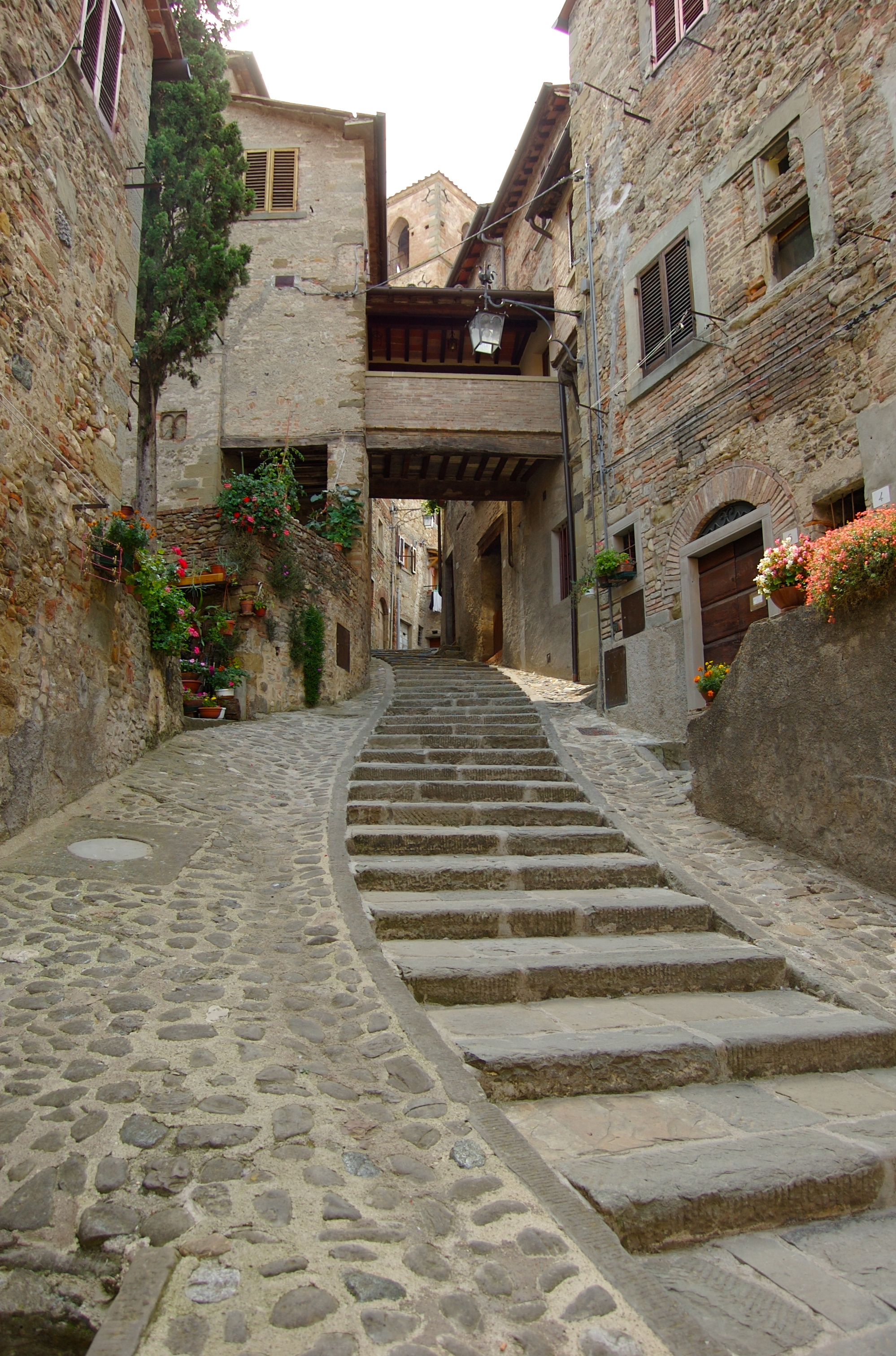
Calle peatonal en el pueblo de Anghiari.

### Monumentos y museos
- Palazzo Pretorio
- Museo de las tradiciones populares en el Palacio Taglieschi
- Museo de la Batalla
- Villa La Barbolana

### Iglesias
- Abadía de San Bartolomeo
- Capilla de la Misericordia
- Iglesia de Santa María Magdalena
- Iglesia de la Cruz
- Iglesia de San Agustín
- Iglesia de Santa Maria delle Grazie
- Iglesia de Santo Stefano
- Votivas Templo de los Caídos
- Santuario de Nuestra Señora del Monte Carmelo a Combarbio
- Iglesia de Santa Maria a Micciano
- Iglesia de Santa María alla Sovara
- Iglesia de Santa Maria a Corsano

### Teatro
- Teatro dell'Accademia dei Ricomposti

## Ciudades hermanas
- La Plata (Argentina) 18/11/1998[5]